# Benthall
Benthall är en ort i civil parish Barrow, i distriktet Shropshire, i grevskapet Shropshire, i England. Benthall var en civil parish fram till 1966 när blev den en del av Dawley och Much Wenlock. Civil parish hade 314 invånare år 1951. Byn nämndes i Domedagsboken (Domesday Book) år 1086, och kallades då Benehale.